# Quercus cocciferoides
Quercus cocciferoides är en bokväxtart som beskrevs av Hand.-mazz. Quercus cocciferoides ingår i släktet ekar, och familjen bokväxter.

## Underarter
Arten delas in i följande underarter:
- Q. c. cocciferoides
- Q. c. taliensis